# Los Delinqüentes
Los delinqüentes és un grup musical andalús, originari de Jerez de la Frontera (Cadis), originalment format per Miguel Ángel Benítez Gómez, Er Migue (mort al 2006), Marcos del Ojo (conegut com a Er Canijo de Jeré) i Diego Pozo Er Ratón i la seva Banda del Ratón.
Es caracteritzen per realitzar una fusió de ritmes de la seva terra natal amb un pop inflamable i burlesc molt proper al funky, així com rock i blues, en el qual ocupen extensivament expressions i formes de pronunciar del dialecte andalus. L'estil informal i teatral que manifesten a les seves cançons i concerts el denominen garrapatero.

## Discografia

### Àlbums
| Año de publicación | Títol                                                             | Discogràfica               | Notes                                                  |
| 2001               | El sentimiento garrapatero que nos traen las flores               | Virgin Records             | Arribà a ser disc d'or al vendre més de 50.000 unitats |
| 2003               | Arquitectura del aire en la calle                                 | Virgin Records             |                                                        |
| 2005               | El verde rebelde vuelve                                           | Emi Music/Virgin Spain     |                                                        |
| 2006               | Recuerdos garrapateros de la flama y del carril                   | Emi Music/Virgin Spain     | CD de grans èxits + DVD en memòria a Migué             |
| 2009               | Bienvenidos a la época iconoclasta                                | Emi Music/El Volcán Música |                                                        |
| 2010               | Los hombres de las praderas y sus bordones calientes amb Tomasito |                            |                                                        |
| 2011               | El sentimiento garrapatero 10º Aniversario                        | [Virgin Records]           | Doble CD + DVD                                         |

### DVD
| Año de publicación | Títol                 | Discogràfica   | Notes                                                                             |
| 2006               | Chinchetas en el aire | Virgin Records | Concert homenatge a “Migue” celebrat el 15 de desembre del 2005 + Contingut extra |

### Col·laboracions
- El Arrebato "Me gusta lo que soy" (2005)
- Bebe i Muchachito Bombo Infierno "La Rumba Del Pollo" (2006)
- El Desván del Duende "Macetas de colores" (2006)
- Pereza "Superjunkies" (2006)
- Maldita Nerea "El secreto de las tortugas" (2007)
- La Guardia "El blues de la nacional II" (2008)
- Los Chichos "Ni más ni menos" (2008)
- Tabletom "Nadie Más" (2008)
- Rash "¡Ay Manuela!" (2009)
- Josete "Que me dejen" (2009)
- El Kisky "Mi abuelo Manué" (2010)

### Banda Sonora
- Marujas asesinas (2001)
- Noviembre (2005)
- "Mortadelo y Filemón. Misión: Salvar la Tierra" (2008).
- Sintonia de la secció "Papparazi" del programa "Sé lo que hicisteis..." (2008).

### Recopilacions
- Pa Quijote, nosotros... amb la cançó Loco Hidalgo Caballero.